# کونیو یاناگیتا
کونیو یاناگیتا (به ژاپنی: 柳田 國男, Yanagita Kunio Kunio Yanagita) یک محقق ژاپنی بود و پدر فرهنگ عامیانه بومی ژاپن (فولکلور ژاپنی) یا «مینزوکوگاکو» محسوب می‌شد.